# وادي القاع
وادي القاع هو واد في سراة بلاد بلقرن جنوب مدينة سبت العلاية بسبع كيلوات تسيل مياهه من شعف آل عمران حتى يصب في وادي تبالة، وعليه عدد من القرى لبلقرن منها قرية آل جغيدل، وقرية الحوزة، وقرية آل قريش، وقرية الريمة، وقرية الطويلة، وقرية القابع شمال جبل الطويلة.